# Néstor Grancelli Cha
Nestór Grancelli Cha (Diamante, Entre Ríos, 2 de abril de 1920 - Ciudad Autónoma de Buenos Aires, 25 de junio de 2014) fue un dirigente reformista, Delegado al Consejo Superior de la Universidad Nacional del Litoral, Secretario de la FUL y presidió la Federación Universitaria Argentina (FUA) entre 1942 y 1944, y años después, en 1958, fue secretario de Relaciones Económico-Sociales en el gobierno de Arturo Frondizi y luego agregado económico en la embajada argentina en México hasta su derrocamiento, en 1962. También fue colaborador de Domingo Cavallo.

## Inicios
Néstor Grancelli Cha nació en la localidad entrerriana de Diamante. Fue en su provincia natal donde realizó sus estudios, ingresando a los 19 años en la Facultad de Ciencias Económicas, Comerciales y Políticas de la Universidad del Litoral. Iniciándose allí en la militancia, integró el Consejo Superior y fue secretario de la UNL.
En 1942 resulta elegido Vicepresidente del Congreso Nacional Universitario celebrado en Córdoba, y en diciembre de ese año, es designado Presidente de la Federación Universitaria Argentina. En 1935 se afilia a la Unión Cívica Radical, reconocido como orador entre sus pares (la denominada generación del 45) y ocupando varios cargos partidarios. Es así que en 1957 adhiere a la Unión Cívica Radical Intransigente, apoyando la candidatura de Arturo Frondizi, quien en mayo de 1959 lo nombra como Secretario de Relaciones Socioeconómicas, luego de la renuncia de Rogelio Frigerio al cargo y de varios hombres que integraban la línea frigerista (o también llamada integracionista) dentro del gobierno nacional. 
En 1961, Grancelli Cha publicó un libro que se tituló "De La Crisis al Desarrollo Nacional" que hablaba sobre la actualidad económica de la época y su relación con el partido de gobierno, la UCRI.

### Actuación posterior
En la década de 1970 se vinculó con Pedro Astori, uno de los creadores de la Fundación Mediterránea. En los años 90, cuando se privatizó Gas del Estado, ocupó un cargo en el directorio de MetroGas. Fue director de Agip Argentina, vicepresidente de Nación Seguros de Retiro.
En 1994 intervino en la organización del Ente Nacional Regulador Nuclear (ENREN). Fue contactado para realizar esta tarea por Carlos Bastos en nombre del entonces Ministro de Economía Domingo Cavallo.
Grancelli Cha se convirtió en asesor de Domingo Cavallo y participó en la fundación del partido Acción por la República. En 2001 fue interventor del partido en la Capital Federal, además de ser vice vicepresidente 1° entre 1997 y 2001, y ocupó el mismo cargo en 2003. También asesoro a Cavallo durante su tiempo como ministro de Economía del gobierno de Fernando de la Rúa. en 2002  mientras Domingo Cavallo estaba prisión Néstor Grancelli Chá junto a otros políticos encabezó un acto en su apoyo.
En 2011 escribió el libro Eslabones de Militancia de la Editorial Claridad, en el que recoge su vida política, cultural y social. Falleció el 25 de junio de 2014 a los 94 años de edad.

## Publicaciones
- Nos entregamos o nos liberamos “El único camino….” (1960)
- De la Crisis al Desarrollo Nacional “La UCRI y la Realidad Económica” Editado por el Comité Nacional de la Unión Cívica Radical Intransigente, (1961)
- Eslabones de Militancia, Editorial Claridad (2011)